# Fernando de Aranda
Fernando de Aranda González (Madrid, España, 31 de diciembre de 1878 - Damasco, Siria, 27 de diciembre de 1969) fue un diplomático y arquitecto español, llegando a ser conocido como el arquitecto de Damasco. 

## Trayectoria
Nació en Madrid el 31 de diciembre de 1878, siendo hijo del músico Fernando de Aranda y de Sofía Gómez. En 1886 la familia se traslada a Estambul, donde el padre se convierte en músico de la corte de Abdul Hamid II, sultán del Imperio Otomano, ocupando diferentes cargos como Músico Mayor de Palacio o director de las Bandas Militares Imperiales con el cargo de General de División. Por su trabajo el sultán le concedió el título de Pachá. Esta situación de cercanía con el sultán otomano acabó con el golpe de Estado de los Jóvenes Turcos de 1909, los cuales derrocaron posteriormente al monarca. En estas circunstancias Fernando de Aranda padre regresó a España, permaneciendo su hijo Fernando en el Imperio Otomano trabajando como arquitecto en la Siria otomana donde ya había acometido uno de sus primeros proyectos, la Casa Abid de 1906. Otra de sus obras más importantes fue la Estación de Ferrocarriles de Damasco (1917), la cual lleva el nombre de Ferrocarril del Hiyaz al permitir a los viajeros desplazarse a esta ciudad de la Península Árabe para poder peregrinar a las ciudades de La Meca y Medina, así como el Rectorado y la Facultad de Teología y Derecho de la Universidad de Damasco, el hotel Zenobia en Palmira, la Mezquita Tawsie, el Banco Comercial o diferentes casas de particulares. Fernando de Aranda desempeñó también el cargo de Cónsul Honorario de España en Damasco entre 1912 y 1936 en  diferentes intervalos.
Hay que tener en cuenta que, durante la Primera Guerra Mundial, España era uno de los pocos países neutrales con una red de representantes en el Imperio Otomano. Tras el fallecimiento de Vicente Amigo en febrero de 1919 volvió a ser nombrado Cónsul Horario hasta enero de 1920,  atendiendo los asuntos del Reino Unido, Francia, Italia, Rumania, Suiza, Suecia, la URSS, Bulgaria, Serbia, Montenegro, Alemania y Austria, desde Damasco recibiendo una condecoración de los tres primeros. 

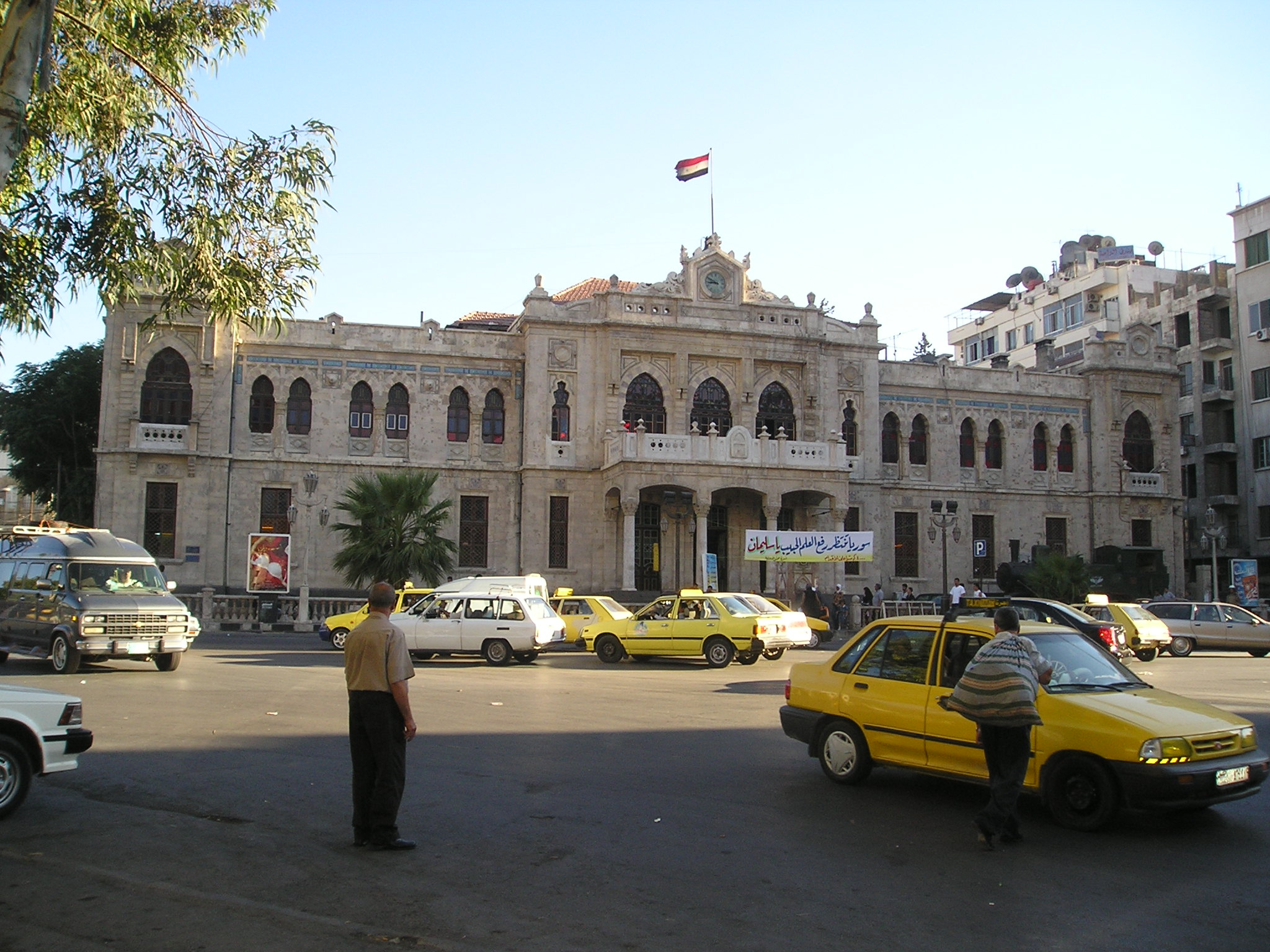
Estación Al-Hiyaz, proyecto de Fernando de Aranda.

Durante la década de 1930 de Aranda se separó de su mujer y contrajo matrimonio con Sandiaqar Hilmi, para lo cual se convirtió al Islam adoptando el nombre de Muhammad. Falleció el 27 de diciembre de 1969, siendo enterrado en el Cementerio de Bab al-Saghir de Damasco. Hoy en día la memoria de Fernando de Aranda sigue viva también en la placa que lleva su nombre en el Instituto Cervantes de la capital siria.